# Buchnera lavandulacea
Buchnera lavandulacea là loài thực vật có hoa thuộc họ Cỏ chổi. Loài này được Cham. & Schltdl. mô tả khoa học đầu tiên năm 1827.